# India op de Olympische Zomerspelen 1964
India nam deel aan de Olympische Zomerspelen 1964 in Tokio, Japan. Vier jaar eerder maakte Pakistan een eind aan de reeks van zes opeenvolgende zeges in het hockeytoernooi. Dit keer werd met succes revanche genomen op datzelfde Pakistan. Deze gouden medaille zou de laatste blijken te zijn voor langere tijd. Pas in 1980 won India weer opnieuw goud; wederom door het hockeyteam.

## Medailleoverzicht
| Sport  | Olympiër | Discipline | Medaille |
| ------ | --- | ---------- | -------- |
| Hockey | Haripal Kaushik Mohinder Lal Shankar Lakshman Bandu Patil Victor John Peter Sayed Ali Charanjit Singh (aanvoerder) Darshan Singh Dharam Singh Gurbux Singh Harbinder Singh Joginder Singh Prithipal Singh Jagjit Singh Kular Udham Singh Kullar | mannen     | Goud     |

## Deelnemers en resultaten

### Atletiek
| Olympiër                                                         | Discipline             | Resultaat | Prestatie                                                               |
| ---------------------------------------------------------------- | ---------------------- | --------- | ----------------------------------------------------------------------- |
| Kenneth Lawrence Powell                                          | 100m (m)               | 36e       | serie 1: 4de in 10,7                                                    |
| Kenneth Lawrence Powell                                          | 200m (m)               | 40e       | serie 6: 6de in 21,9                                                    |
| Gurbachan Singh Randhawa                                         | 110m horden (m)        | 5e        | serie 5: 4de in 14,37 halve finale 1: 2de in 14,02 finale: 5de in 14,09 |
| Amrit Pal                                                        | 400m horden (m)        | 26e       | serie 5: 7de in 53,3                                                    |
| Anthony Coutinho Makhan Singh Kenneth Powell Rajasekaran Pichaya | 4x100m (m)             | 14e       | serie 2: 5de in 40,6 halve finale 2: 7de in 40,5                        |
| Makhan Singh Amrit Pal Ajmer Singh Milkha Singh                  | 4x400m (m)             | 11e       | serie 1: 4de in 3.08,8                                                  |
| Balkrishan Akotkar                                               | marathon (m)           | 33e       | 2:29.27,4                                                               |
| Harbans Lal                                                      | marathon (m)           | 43e       | 2:37.05,8                                                               |
| S. Bondada Venkata                                               | verspringen (m)        | 29e       | kwalificatie: 29ste met 6,76m                                           |
| Labh Singh                                                       | hink-stap-springen (m) | 26e       | kwalificatie: 26ste met 14,95m                                          |
|                                                                  |                        |           |                                                                         |
| Stephie D'Souza                                                  | 400m (v)               | 19e       | serie 1: 6de in 58,0                                                    |

### Gewichtheffen
| Olympiër        | Discipline | Resultaat | Prestatie |
| --------------- | ---------- | --------- | --------- |
| Mohon Lal Ghosh | -56kg (m)  | 14e       | 312,5kg   |
| Laxmi Kanta Das | -60kg (m)  | 13e       | 332,5kg   |

### Hockey
| Olympiër | Discipline | Resultaat | Prestatie |
| --- | ---------- | --------- | --- |
| Haripal Kaushik Mohinder Lal Shankar Lakshman Bandu Patil Victor John Peter Sayed Ali Charanjit Singh (aanvoerder) Darshan Singh Dharam Singh Gurbux Singh Harbinder Singh Joginder Singh Prithipal Singh Jagjit Singh Kular Udham Singh Kullar | mannen     | Goud      | groep B: 1ste W van België: 2-0 G van Duitsland: 1-1 G van Spanje: 1-1 W van Hongkong: 6-0 W van Maleisië: 3-1 W van Canada: 3-0 W van Nederland: 2-1 halve finale: W van Australië: 3-1 finale: W van Pakistan: 1-0 |

| Groep B |           |             |             |             |             |            |            |            |        |
| #       | Land      | Wedstrijden | Wedstrijden | Wedstrijden | Wedstrijden | Doelpunten | Doelpunten | Doelpunten | Punten |
| #       | Land      | G           | W           | G           | V           | V          | T          | Saldo      | Punten |
| 1       | India     | 7           | 5           | 2           | 0           | 18         | 4          | +14        | 12     |
| 2       | Spanje    | 7           | 4           | 3           | 0           | 16         | 3          | +13        | 11     |
| 3       | Duitsland | 7           | 2           | 5           | 0           | 9          | 4          | +5         | 9      |
| 4       | Nederland | 7           | 4           | 1           | 2           | 20         | 4          | +16        | 9      |
| 5       | Maleisië  | 7           | 2           | 2           | 3           | 11         | 13         | -2         | 6      |
| 6       | België    | 7           | 2           | 2           | 3           | 10         | 13         | -3         | 6      |
| 7       | Canada    | 7           | 1           | 0           | 6           | 5          | 25         | -20        | 2      |
| 8       | Hongkong  | 7           | 0           | 1           | 6           | 3          | 26         | -23        | 1      |

| Datum        | Ronde | Plaats   | Land | Score     | Land |
| ------------ | ----- | -------- | ---- | --------- | ---- |
| Groepsfase   |       |          |      |           |      |
| 11 oktober   | Tokio | India    | 2-0  | België    |      |
| 12 oktober   | Tokio | India    | 1-1  | Duitsland |      |
| 14 oktober   | Tokio | India    | 1-1  | Spanje    |      |
| 15 oktober   | Tokio | India    | 6-0  | Hongkong  |      |
| 17 oktober   | Tokio | India    | 3-1  | Maleisië  |      |
| 18 oktober   | Tokio | India    | 3-0  | Canada    |      |
| 19 oktober   | Tokio | India    | 2-1  | Nederland |      |
| Halve finale |       |          |      |           |      |
| 21 oktober   | Tokio | India    | 3-1  | Australië |      |
| Finale       |       |          |      |           |      |
| 23 oktober   | Tokio | Pakistan | 0-1  | Australië |      |

### Schietsport
| Olympiër    | Discipline | Resultaat | Prestatie  |
| ----------- | ---------- | --------- | ---------- |
| Karni Singh | trap (m)   | 49e       | 168 punten |
| Devi Singh  | trap (m)   | 26e       | 186 punten |

### Schoonspringen
| Olympiër      | Discipline    | Resultaat | Prestatie                         |
| ------------- | ------------- | --------- | --------------------------------- |
| Ansuya Prasad | 3m plank (m)  | 25e       | voorronde: 25ste met 69,04 punten |
| Sohan Singh   | 10m toren (m) | 30e       | voorronde: 30ste met 74,18 punten |

### Turnen
| Olympiër                                                                      | Discipline               | Resultaat | Prestatie     |
| ----------------------------------------------------------------------------- | ------------------------ | --------- | ------------- |
| Bandu Bhosle                                                                  | individuele meerkamp (m) | 122e      | 87,75 punten  |
| Vithal Karande                                                                | individuele meerkamp (m) | 123e      | 86,20 punten  |
| Darshan Mondal                                                                | individuele meerkamp (m) | 128e      | 54,70 punten  |
| Jagmal More                                                                   | individuele meerkamp (m) | 125e      | 77,80 punten  |
| Anant Ram                                                                     | individuele meerkamp (m) | 126e      | 66,50 punten  |
| Trilok Singh                                                                  | individuele meerkamp (m) | 124e      | 79,60 punten  |
| Bandu Bhosle Vithal Karande Darshan Mondal Jagmal More Anant Ram Trilok Singh | meerkamp team (m)        | 18e       | 428,35 punten |

### Wielersport
| Olympiër                                                                | Discipline                    | Resultaat | Prestatie                        |
| Baan                                                                    | Baan                          | Baan      | Baan                             |
| ----------------------------------------------------------------------- | ----------------------------- | --------- | -------------------------------- |
| Amar Singh Billing                                                      | sprint (m)                    | 24e       | serie 4: 3de herkansingen: 3de   |
| Suchha Singh                                                            | sprint (m)                    | 24e       | serie 3: 3de herkansingen: 2de   |
| Dalbir Singh Gill                                                       | tijdrit (m)                   | 26e       | 1.21,62                          |
| Amar Singh Sokhi                                                        | individuele achtervolging (m) | 18e       | serie 9: W van MAS Boon: 5.56,98 |
| Amar Singh Billing Chetan Singh Hari Dalbir Singh Gill Amar Singh Sokhi | ploegenachtervolging (m)      | 16e       | 1ste ronde: V van Japan          |
| Weg                                                                     |                               |           |                                  |
| Amar Singh Billing Chetan Singh Hari Dalbir Singh Gill Amar Singh Sokhi | ploegentijdrit (m)            | DNF       | niet gefinisht                   |

### Worstelen
| Olympiër         | Discipline  | Resultaat   | Prestatie |
| Vrije stijl      | Vrije stijl | Vrije stijl | Vrije stijl |
| ---------------- | ----------- | ----------- | --- |
| Malwa Singh      | -52kg (m)   | 9e          | 1ste ronde: W van GER Neff 2de ronde: W van CEY Fernando: walk-over 3de ronde= V van USA Simons 4de ronde: V van URS Aliyev                      |
| Bishambar Singh  | -57kg (m)   | 6e          | 1ste ronde: W van ARG Leibovich 2de ronde: W van MGL Sükhbaatar 3de ronde: W van MEX López 4de ronde: V van USA Auble 5de ronde: V van TUR Akbaş |
| Bandu Patil      | -63kg (m)   | 15e         | 1ste ronde: G van FIN Jaskari 2de ronde: V van USA Douglas                                                                                       |
| Udey Chand       | -70kg (m)   | 11e         | 1ste ronde: W van FIN Savolainen 2de ronde: V van BUL Valchev 3de ronde: V van URS Beriashvili                                                   |
| Madho Singh      | -78kg (m)   | 9e          | 1ste ronde: W van ARG Graffigna 2de ronde: V van TUR Oğan 3de ronde= W van GBR Allen 4de ronde: V van URS Sagaradze                              |
| Jit Singh        | -87kg (m)   | 14e         | 1ste ronde: V van SUI Kobelt 2de ronde: V van BUL Gardzhev                                                                                       |
| Maruti Mane      | -97kg (m)   | 9e          | 1ste ronde: V van SUI Jutzeler 2de ronde: W van GER Kiehl 3de ronde: V van HUN Vigh                                                              |
| Ganpat Andhalkar | +97kg (m)   | 12e         | 1ste ronde: W van GBR McNamara 2de ronde: V van ROU Stîngu 3de ronde: V van TCH Kubát                                                            |
| Grieks-Romeins   |             |             | |
| Malwa Singh      | -52kg (m)   | 18e         | 1ste ronde: G van BUL Kerezov |
| Bishambar Singh  | -57kg (m)   | 11e         | 1ste ronde: W van MEX López 2de ronde: V van URS Trostianskiy 3de ronde: V van TUR Beşergil                                                      |
| Bandu Patil      | -63kg (m)   | 24e         | 1ste ronde: V van BEL Mewis 2de ronde: V van POL Macioch                                                                                         |
| Ganpat Andhalkar | -87kg (m)   | 20e         | 1ste ronde: V van USA Baughman |
| Maruti Mane      | -97kg (m)   | 18e         | 1ste ronde: V van HUN Kiss |

Afghanistan · Algerije · Argentinië · Australië · Bahama's · België · Bermuda · Birma · Bolivia · Brazilië · Brits-Guiana · Bulgarije · Cambodja · Canada · Ceylon · Chili · Colombia · Congo-Brazzaville · Costa Rica · Cuba · Denemarken · Dominicaanse Republiek · Duits eenheidsteam · Ethiopië · Filipijnen · Finland · Frankrijk · Ghana · Griekenland · Groot-Brittannië · Hongarije · Hongkong · Ierland · IJsland · India · Irak · Iran · Israël · Italië · Ivoorkust · Jamaica · Japan · Joegoslavië · Kameroen · Kenia · Libanon · Liberia · Libië · Liechtenstein · Luxemburg · Madagaskar · Maleisië · Mali · Marokko · Mexico · Monaco · Mongolië · Nederland · Nederlandse Antillen · Nepal · Nieuw-Zeeland · Niger · Nigeria · Noord-Rhodesië · Noorwegen · Oeganda · Oostenrijk · Pakistan · Panama · Peru · Polen · Portugal · Puerto Rico · Roemenië · Senegal · Sovjet-Unie · Spanje · Taiwan · Tanganyika · Thailand · Trinidad en Tobago · Tsjaad · Tsjecho-Slowakije · Tunesië · Turkije · Uruguay · Venezuela · Verenigde Arabische Republiek · Verenigde Staten · Vietnam · Zuid-Korea · Zuid-Rhodesië · Zweden · Zwitserland